# Neutralité du réseau aux États-Unis
La neutralité du réseau aux États-Unis réfère aux dispositions réglementaires spécifiques de ce pays quant aux modalités d'accès à l'Internet.

## Historique
Bien que l'enjeu de la neutralité du réseau aux États-Unis soit apparu dès les années 1990,, ce n'est qu'au cours des années 2000 que différentes initiatives législatives ont été entreprises à ce niveau.
Au cours des années 2005 et 2006, l'enjeu a polarisé différentes entreprises américaines, qui ont engagé des lobbyistes afin d'influencer dans un sens ou l'autre le Congrès des États-Unis. Entre 2005 et 2012, cinq tentatives de passer des projets de loi à ce niveau ont échoué,,.
En avril 2014, la Federal Communications Commission (FCC), organisme fédéral américain gérant la législation des communications aux États-Unis, travaille sur un projet de loi permettant, notamment, aux fournisseurs d'accès à Internet (FAI) d'offrir à certains sites un accès plus ou moins rapides qu'à d'autres,. En novembre de la même année, le président des États-Unis Barack Obama recommande que la FCC classe l'accès au réseau comme un service de télécommunication.
En janvier 2015, les Républicains présentent, à la Chambre des représentants des États-Unis, un projet de loi faisant des concessions à la neutralité du réseau, mais interdisant toute législation ultérieure de la FCC auprès des FAI. Le 26 février, la FCC tranche en faveur de la neutralité du réseau,,,,. La nouvelle législation considère l'accès au réseau comme un service de communication de type « Title II (en) », faisant des FAI des common carriers plutôt que des information providers,,,. Les nouvelles règles entrent en vigueur le 12 juin 2015.
En avril 2017, alors qu'il est nommé à la tête de la FCC, le Républicain Ajit Pai affirme qu'il désire abroger la décision de février 2015,. Cela est voté par la FCC le 14 décembre 2017,,.
Le 22 janvier 2018, le Gouverneur du Montana promulgue un texte s'opposant à la fin de la neutralité du Net.
Le 11 juin 2018 marque l'entrée en vigueur de la décision de la Commission fédérale des communications, mettant fin à la neutralité du réseau aux États-Unis
En septembre 2018, l'état de Californie adopte une réglementation relative à la protection de la neutralité d'Internet. L'administration de Trump entame une action en justice selon laquelle cette règlementation "interfère avec l'approche du gouvernement fédéral à l'égard d'Internet".
En avril 2019, un projet de loi intitulé «Save the Internet Act» destiné à rétablir les règles de 2015 sur la neutralité de l'internet a été adopté à la Chambre des représentants. La loi doit être débattue au Sénat, à majorité républicaine et la Maison Blanche menace de mettre son veto si la loi est votée. Finalement, le 25 avril 2024, l'autorité américaine des télécoms, la commission fédérale américaine des communications (FCC), rétablit la neutralité du Net.